# Ходзько, Михал
Ми́хал Хо́дзько (пол. Michał Chodźko; 2 мая 1808, Кривичи, Беларусь — 22 мая 1879, Париж, Франция) — польский поэт и переводчик; брат дипломата и поэта Александра Ходзько и военного геодезиста и географа генерал-лейтенанта Иосифа (Юзефа) Ходзько,  двоюродный брат писателя Игнацы Ходзько.

## Биография
Родился шестым ребенком в родовом имении Кривичи Вилейского уезда Виленской губернии (сейчас Мядельский район, Минская область) в многодетной семье 
Яна Ходзько-Борейко (1777—1851) герба «Костеша» и Клары (1770—1852) из рода Корсаков.

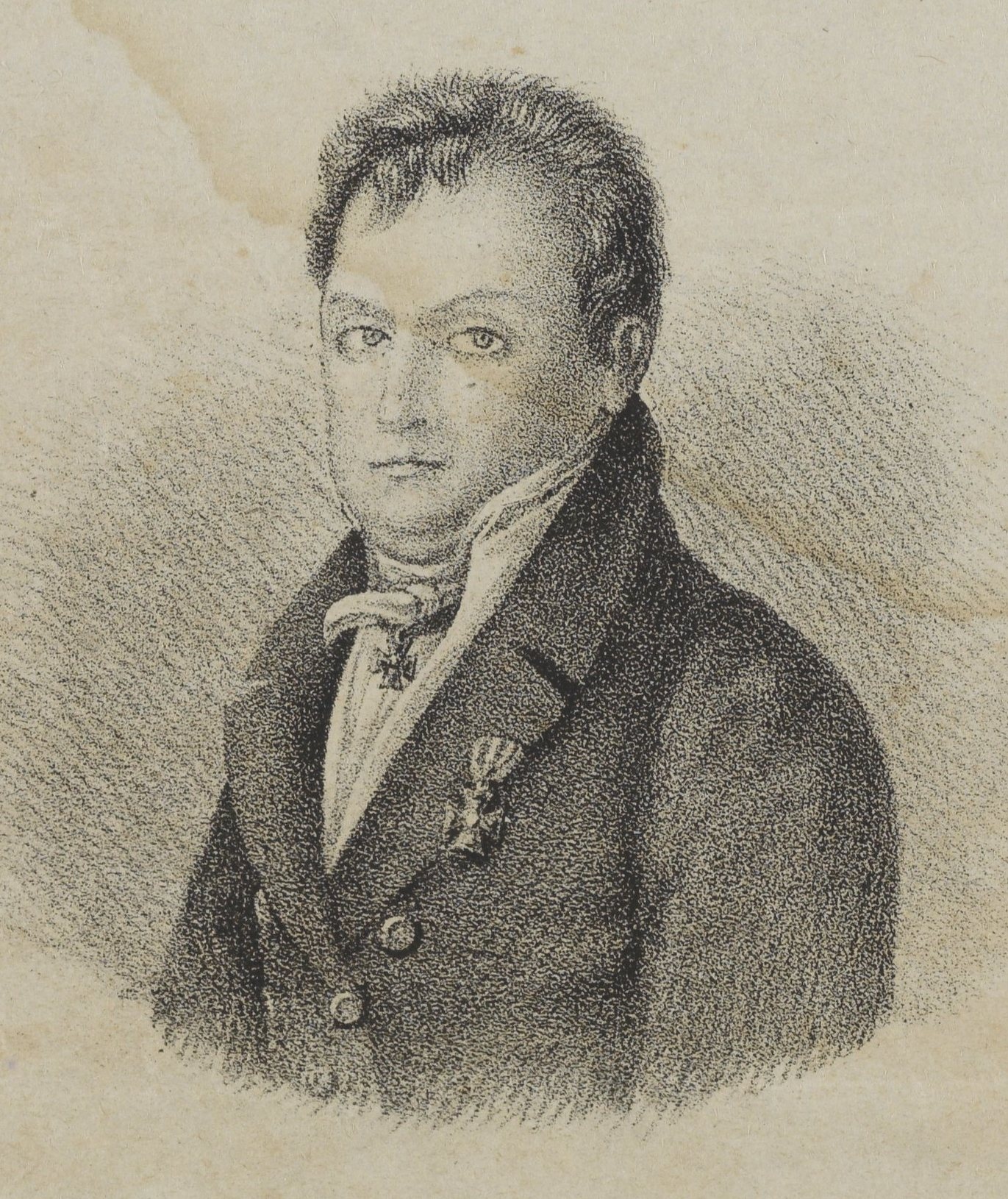
Ян Ходзько (1777 — 1851), отец Михала. Литография первой половины XIX века. Автор портрета неизвестен.

Отец — юрист, известный литератор и общественный деятель, участник восстания 1830—1831 годов, сторонник идеи восстановления независимости Великого княжества Литовского.
У Михала было пятеро братьев — Станислав, Владислав, Юзеф, Феликс, Александр и сестра Софья. Родители дали всем детям хорошее воспитание, начальное образование и знание языков, нанимая гувернёров.
Учился в Виленском университете. Как и отец, участвовал в восстании 1831 года. Эмигрировал во Францию, жил в Париже, где часто встречался с братьями Александром и Станиславом. Переводил с английского и немецкого языков, сотрудник многочисленных периодических изданий, редактор эмигрантской газеты. Вступил в «Общество литовское и русских земель».
В 1833 году Михал Ходзько вступил в польский патриотический союз «Месть народа» и участвовал в экспедиции полковника Йозефа Заливского в пределы Российской империи. В этой партизанской вылазке он занимал должность начальника Третьего округа (Пинский и Слуцкий уезды Минской губернии). Убедившись в невозможности выполнить миссию, через Восточную Галицию, Вроцлав, Познань и Саксонию вернулся в Париж. В 1848 году был одним из командиров польских легионов в Италииния

## Творчество
После вылазки 1833 года написал поэму 
«Десять картин из экспедиции в Польшу 1833 года». По теме и идейному строю к ней близка драматическая поэма «Szymon Konarski» (1845). Перевёл на польский язык поэмы Байрона « Манфред» и «Мазепа».
В переводе на белорусский язык стихи Михала Ходзько были опубликованы в сборнике «Раса нябёсаў на зямлі тутэйшай: Беларуская польскамоўная паэзія ХІХ стагоддзя: Вершы».